# Pop!ular
"Pop!ular" foi o primeiro single do álbum The Tension and the Spark do cantor australiano Darren Hayes, lançado em 2004.

## Composição
Composta por Darren em seu estúdio em casa, em uma parceria com Robert Conley, a canção é uma sátira sobre celebridades e aspirantes à fama. O instrumental foi produzido de forma totalmente eletrônica, havendo diversas pausas e viradas de tempo na música.

## Lançamento
O single saiu em agosto de 2004, atingindo o Top 3 da parada australiana e o topo da parada dance da Billboard. O compacto foi lançado mundialmente, contendo diversos remixes e b-sides do álbum.

## CD Single
| - Austrália 1. "Pop!ular" (Radio Edit) 2. "Touch" - 4:41 3. "Zero" - 4:56 4. "Pop!ular" (Dp Rich Bitch Mix) - 4:57 - Reino Unido CD 1 1. "Pop!ular" (Album Version) 2. "Pop!ular" (Almighty Radio Edit) - Reino Unido CD 2 1. "Pop!ular" (Album Version) 2. "Zero" - 4:56 3. "Pop!ular" (Wayne G.'s Heaven Anthem) | - Remixes 12" Red Maxi (Compacto duplo) 1. "Pop!ular" (Almighty Remix) - 7:37 2. "Pop!ular" (Dp Rich Bitch Mix) - 4:57 3. "Pop!ular" (Peter Presta Apple Jaxx Remix) - 6:34 12" Green Maxi (Compacto duplo) 1. "Pop!ular" (Wayne G Heaven Anthem) - 9:23 2. "Pop!ular" (Wayne G Heaven Mix Show) - 6:38 12" Blue Maxi (Compacto duplo) 1. "Pop!ular" (Jason's Funkrock Club Remix) - 5:54 2. "Pop!ular" (Jason's Global Club Mix) - 5:54 3. "Pop!ular" (Guido Osorio Club Mix) - 8:29 4. "Pop!ular" (Johnny Budz Extended Mix) - 5:04 |  |

## Paradas musicais
| Parada semanal (2004)                         | Posição |
| --------------------------------------------- | ------- |
| Austrália (ARIA)                              | 3       |
| Austrália (ARIA Dance Chart)                  | 1       |
| Comunidade dos Estados Independentes (Tophit) | 4       |
| Romênia (Romanian Top 100)                    | 59      |
| Escócia (Scottish Singles Chart)              | 21      |
| Suécia (Sverigetopplistan)                    | 30      |
| Reino Unido (UK Singles Chart)                | 12      |
| Estados Unidos (Billboard Dance Club Songs)   | 1       |